# Comperiella apoda
Comperiella apoda är en stekelart som beskrevs av Prinsloo 1996. Comperiella apoda ingår i släktet Comperiella och familjen sköldlussteklar.
Artens utbredningsområde är Namibia. Inga underarter finns listade i Catalogue of Life.